# Christoph Friedrich Mentz

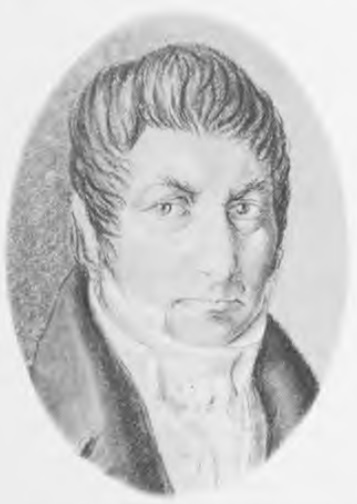
Porträt von Christoph Friedrich Mentz

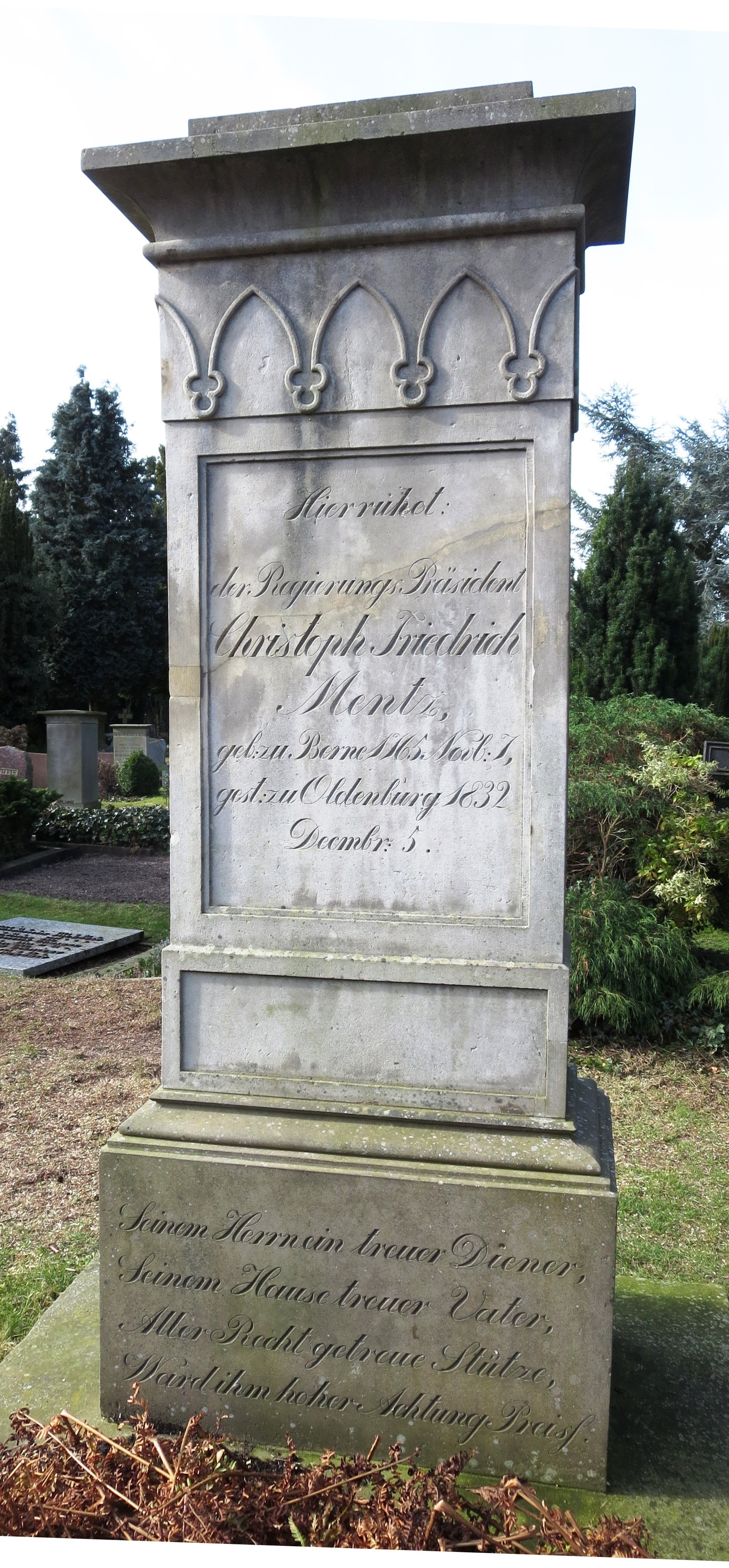
Grabstein auf dem Gertrudenfriedhof in Oldenburg

Christoph Friedrich Mentz (* 7. November 1765 in Berne; † 5. Dezember 1832 in Oldenburg) war ein Oldenburgischer Konferenzrat und Regierungspräsident des Großherzogtums Oldenburg.

## Leben
Die Familie Mentz stammte ursprünglich aus Dortmund und zog Mitte des 18. Jahrhunderts nach Berne. Dort wurde Mentz als Sohn des Kapitäns im dänischen Nationalregiment Oldenburg Ludolph Heinrich Friedrich Mentz († 1797) und der Eleonore Maria geb. Bötticher (* oder getauft 1744), der Tochter des Amtsvogts Christoph Conrad Bötticher in Berne, geboren. Er besuchte die Schule in Rendsburg und studierte von 1783 bis 1786 Jura sowie Mathematik an der Universität Kiel. Anschließend trat er in den Dienst der oldenburgischen Landesvermessung und führte nach Abschluss seiner Ausbildung die topographischen Aufnahmen im Maßstab  1:20.000 der Hausvogtei Oldenburg durch. 1788 wurde er zum Kondukteur ernannt und übernahm drei Jahre später zusätzlich noch eine Anwaltskanzlei in Oldenburg.
1793 wurde er als Auskultator bei der oldenburgischen Hofkammer angestellt und von seinen Aufgaben als Kondukteur befreit. Er hielt allerdings auch in den folgenden Jahren Verbindung zur Landesvermessung und erhielt die Leitung bei der Zeichnung und Kopierung der Vogteikarten sowie beim Entwurf einer Generalkarte des Herzogtums im Maßstab 1:160.000, die 1804 in Bremen als Kupferstich gedruckt wurde. 1801 wurde er zum Kammerrat ernannt und 1808 zum Vizedirektor der Hofkammer befördert.
Ende 1810 wurde Oldenburg von französischen Truppen besetzt und Teil des Französischen Kaiserreichs. Mentz wurde im Februar 1811 aus dem Staatsdienst entlassen und übernahm zusammen mit seinem Schwiegersohn Wilhelm Ernst von Beaulieu-Marconnay und Christian Ludwig Runde die Vertretung der Interessen des im russischen Exil befindlichen Herzogs Peter I. und die Verwaltung seines Privatvermögens. Bei Rückkehr des Herzogs nach dem Ende der Oldenburgischen Franzosenzeit wurde Mentz wieder in sein Amt als Vizedirektor der Hofkammer eingesetzt und mit einer Reihe zusätzlicher Aufgaben betraut. Im Dezember 1813 wurde er Mitglied der provisorischen Regierungskommission, die als vorläufige Regierungsbehörde des Herzogtums die Reorganisation der Verwaltung durchführen und überwachen sollte. Gleichzeitig führte er den Vorsitz der neu eingerichteten Militärkommission und war einer der Initiatoren bei der Gründung der oldenburgischen Militärschule. 1818 wurde er schließlich zum Direktor der Hofkammer berufen und war bereits vorher maßgeblich an den Vorarbeiten für die Reform des Steuerwesens und an der Regulierung der gutsherrlichen Verhältnisse beteiligt. 1830 wurde ihm das Amt des Regierungspräsidenten des Großherzogtums Oldenburg übertragen, das er bis zu seinem Tode führte. Gleichzeitig erhielt er den Titel Konferenzrat und wurde 1832 zusätzlich zum Vorstand des Militärkollegiums ernannt.
Mentz zeichnete sich offenbar durch große Arbeitskraft und gründliche Sachkenntnis aus. Er gehörte zu den einflussreichsten Mitarbeitern Peters I. und spielte eine wichtige Rolle in der inneren Verwaltung des Herzogtums. Der Kabinettssekretär Ludwig Starklof bezeichnete ihn als „das eigentliche Hauptrad in unserer Regierungsmaschine“. Mentz war gerade in den Jahren nach 1813 als ausgesprochen konservativer Bürokrat entschieden gegen jede Änderung der überkommenen Verhältnisse und lehnte auch die Einführung einer Landständischen Verfassung für das Großherzogtum strikt ab.

## Familie
Mentz war zweimal verheiratet. Zunächst heiratete er 1791 Caroline Sophie Louise Bolken († 1820), die Tochter des Kammerrats Anton Hinrich Bolken (1737–1782) und der Anna Elisabeth geb. Lentz. Nach dem Tod seiner Frau heiratete er 1822 in zweiter Ehe Franziska von Heimburg (1800–1836), die Tochter des oldenburgischen Forstmeisters Heino Ernst von Heimburg (1766–1839), die dann in 2. Ehe mit dem Hofstallmeister Adam Ernst Rochus von Witzleben (1791–1868) verheiratet war. Seine Tochter Johanna (1792–1850) heiratete den späteren Oldenburgischen Staatsminister Wilhelm Ernst von Beaulieu-Marconnay (1786–1859). Der Sohn Peter Friedrich Georg (1807–1878) wurde Geheimer Oberkammerrat.